# Kateřina Smutná
Kateřina Smutná, née le 13 juin 1983 à Jablonec nad Nisou est une fondeuse tchèque qui a porté les couleurs autrichiennes de 2006 à 2016.

## Biographie
À l'origine, Smutná est une gymnaste, mais à onze ans, elle opte pour le ski de fond après une victoire dans une course scolaire.
Devenant une spécialiste de la technique classique, elle prend part aux Championnats du monde junior entre 2001 et 2003, obtenant comme meilleur résultat une treizième place sur le quinze kilomètres classique en 2002. Sous les couleurs de son pays d'origine, la République tchèque, elle prend part aux Championnats du monde en 2003 (51e), année où elle fait ses débuts dans la Coupe du monde à Kiruna. Cependant son résultat aux Mondiaux lui vaut être accusée de sabotage, alors qu'elle était en fait malade et Smutná est alors exclue de l’équipe nationale. Son entraîneur et ami se charge de lui trouver une nouvelle équipe et le sponsor Fischer lui propose de rejoindre l'Autriche. C'est ainsi qu'elle devient membre du club HSV Saalfelden et déménage à Ortisei-Strass.
En 2004, elle participe à quelques courses marathon, dont la Jizerská padesátka, dont elle se classe troisième.
À partir de 2006, elle commence à représenter son nouveau pays, l'Autriche, devenant de manière permanente membre de l'équipe pour la Coupe du monde, où elle marque ses premiers points au sprint de Kuusamo (22e). Plus tard, elle gagne sa première manche dans la Coupe OPA, puis signe une dixième place au sprint classique à Otepää, puis la onzième place dans la même discipline aux Championnats du monde à Sapporo.
En 2008 et 2009, elle finit le Tour de ski dans le top trente, puis obtient son meilleur résultat individuel dans l'élite de sa carrière avec une quatrième place au sprint classique de Canmore, où son autre résultat est huitième de la poursuite. Un an plus tard, elle est de nouveau quatrième sur le sprint de Canmore, qui précède les Jeux olympiques à Vancouver, où son meilleur placement est onzième (drmi-finaliste) du sprint classique. Peu après, elle est encore cinquième d'un sprint organisé à Stockholm.
Aux Championnats du monde 2011, elle prend la quinzième place sur le dix kilomètres classique à Oslo. En 2012, elle ajoute deux finales en sprint à son palmarès en Coupe du monde à Otepää et Stockholm, tandis qu'en 2013, elle égale son meilleur classement général en Coupe du monde, 24e et se classe notamment treizième du sprint aux Championnats du monde à Val di Fiemme.
En 2013-2014, elle atteint le top dix à seulement deux reprises dans la Coupe du monde, alors qu'aux Jeux olympiques de Sotchi, elle prend la 44e place du skiathlon et la 20e du dix kilomètres classique.
À partir de 2015, elle se concentre davantage sur les courses marathon de la Worldloppet et Ski Classics, remportant la Jizerská padesátka et la Marcialonga pour sa première saison. En 2016, elle gagne la plus prestigieuse des courses longue distance, la Vasaloppet. À noter qu'à partir de 2016, elle retrouve la nationalité sportive tchèque.
Finalement après onze victoires dans le circuit Ski Classics, elle raccroche les skis et prend sa retraite sportive en 2021.

## Palmarès

### Championnats du monde
Son meilleur résultat est une quatrième place lors du sprint classique à Sapporo en 2007, elle a fini également onzième du sprint par équipes en 2013 à Val di Fiemme.

### Jeux olympiques d'hiver
| Épreuve / Édition | Sprint                           | Sprint                           | 10 km                            | 10 km                            | Poursuite / Skiathlon 2 × 7,5 km | 30 km | Relais | Relais   |
| Épreuve / Édition | libre                            | classique                        | libre                            | classique                        | Poursuite / Skiathlon 2 × 7,5 km | 30 km | Sprint | 4 × 5 km |
| JO 2010 Vancouver | Épreuve inexistante à cette date | 11e                              | —                                | Épreuve inexistante à cette date | 29e                              | 32e   | —      | —        |
| JO 2014 Sotchi    | —                                | Épreuve inexistante à cette date | Épreuve inexistante à cette date | 20e                              | 44e                              | —     | 8e     | 11e      |

Légende :
- : pas d'épreuve
- — : non disputée par Katerina Smutna

### Championnats du monde
| Épreuve / Édition           | Sprint                           | Sprint                           | 10 km                            | 10 km                            | Poursuite Skiathlon 2 × 7,5 km | 30 km | Relais | Relais   |
| Épreuve / Édition           | libre                            | classique                        | libre                            | classique                        | Poursuite Skiathlon 2 × 7,5 km | 30 km | Sprint | 4 × 5 km |
| Mondiaux 2003 Val di Fiemme | -                                | Épreuve inexistante à cette date | Épreuve inexistante à cette date | 51e                              | -                              | -     | —      | -        |
| Mondiaux 2007 Sapporo       | Épreuve inexistante à cette date | 11e                              | -                                | Épreuve inexistante à cette date | DNS                            | DNF   | —      | -        |
| Mondiaux 2009 Liberec       |                                  | Épreuve inexistante à cette date | Épreuve inexistante à cette date | 24e                              | DNF                            | -     | —      | -        |
| Mondiaux 2011 Oslo          | 36e                              | Épreuve inexistante à cette date | Épreuve inexistante à cette date | 15e                              | -                              | -     | —      | -        |
| Mondiaux 2013 Val di Fiemme | Épreuve inexistante à cette date | 13e                              | -                                | Épreuve inexistante à cette date | 18e                            | -     | —      | -        |
| Mondiaux 2015 Falun         | Épreuve inexistante à cette date | 30e                              | -                                | Épreuve inexistante à cette date | -                              | -     | —      | -        |
| Mondiaux 2017 Lahti         | -                                | Épreuve inexistante à cette date | Épreuve inexistante à cette date | 30e                              | -                              | -     | —      | 11e      |

Légende :
- : pas d'épreuve
- — : Non disputée par Smutna
- DNF : abandon
- DNS : inscrite, mais pas au départ

### Coupe du monde
- Meilleur classement général : 24e en 2009 et 2013.
- Meilleur résultat : 4e.

#### Classements par saison
| Saison    | Classement général final | Classement distance | Classement sprint |
| 2006-2007 | 41e                      | 42e                 | 30e               |
| 2007-2008 | 39e                      | 41e                 | 31e               |
| 2008-2009 | 24e                      | 24e                 | 13e               |
| 2009-2010 | 38e                      | 48e                 | 19e               |
| 2010-2011 | 43e                      | 36e                 | 30e               |
| 2011-2012 | 33e                      | 38e                 | 27e               |
| 2012-2013 | 24e                      | 32e                 | 15e               |
| 2013-2014 | 41e                      | 30e                 | 44e               |
| 2014-2015 | 88e                      | 59e                 |                   |

### Marathon de ski
- 11 victoires dans le circuit Ski Classics :
  - Jizerská padesátka en 2015 et 2017
  - Marcialonga en 2015 et 2017
  - La Sgambeda en 2015
  - Vasaloppet en 2016
  - Kaiser-Maximilian-Lauf en 2017
  - La Diagonela en 2017 et 2019
  - Cortina-Toblach en 2017
  - Ylläs–Levi en 2017

Elle gagne aussi la Tjejvasan en 2018.

### Coupe OPA
- 9e du classement général en 2008.
- 17 podiums, dont 8 victoires.